# Грудная аорта
Грудная аорта - часть нисходящей аорты. Является продолжением дуги аорты, следует вниз до аортального отверстия диафрагмы, где переходит в брюшную аорту. Располагается в задней полости средостения, но часто выпячивается в левую плевральную полость. Относительно позвоночника начинается у нижней границы четвёртого грудного позвонка и заканчивается перед нижней границей двенадцатого грудного позвонка. Вначале идёт левее позвоночника, по мере спуска приближается к средней линии, и в конце лежит прямо перед позвоночником. Имеет изгиб вперёд. Диаметр около 2,3 см..

## Ветви
Ветви грудной аорты (ГА) делятся на две группы: висцеральные и париетальные.

### Висцеральные ветви
Непарные, отходят от передней поверхности ГА. К ним относятся:
1. Бронхиальные ветви (лат. rami bronchiales), — от двух до четырёх тонких артерий, в большинстве случаев ответвляющихся от грудной аорты на уровне бифуркации трахеи. Они направляются к воротам лёгких и разветвляются в бронхиальном дереве до дыхательных бронхиол. Обеспечивают кровью бронхи и окружающую лёгочную ткань. Анастомозируют с ветвями лёгочной артерии.
2. Пищеводные ветви (лат. rami esophagei), направляются к стенкам пищевода. Верхние пищеводные ветви анастомозируют с ветвями нижней щитовидной артерии, а нижние -  с ветвями левой желудочной артерии.
3. Перикардиальные ветви (лат. rami pericardiaci),идут к задней стенке перикарда (рис. 2).
4. Средостенные (медиастенальные) ветви(лат. rami mediastinales ), кровоснабжают соединительную ткань заднего средостения и расположенные в ней лимфатические узлы.[2][3]

### Париетальные ветви
Парные, направляются к стенкам грудной полости. К ним относятся:
1. Задние межрёберные артерии (лат. arteriae intercostales posteriores), идут к межрёберным промежуткам от III до X I. Располагаются в борозде ребра между внутренними и наружными межрёберными мышцами. Вдоль нижнего края XII ребра проходит подрёберная артерия, (лат. arteriae subcostalis). Задние межрёберные артерии кровоснабжают позвоночник, париетальную плевру, париетальную брюшину, мышцы и кожу спины, груди и живота, а также молочную железу.
2. Верхние диафрагмальные артерии, (лат. arteriae phrenicae superiores), ответвляются от передней полуокружности ГА над диафрагмой. Кровоснабжают поясничную часть диафрагмы и покрывающую диафрагму плевру.[2][3]

## Заболевания
Аневризма, расслоение.